# الحركة الكيميائية

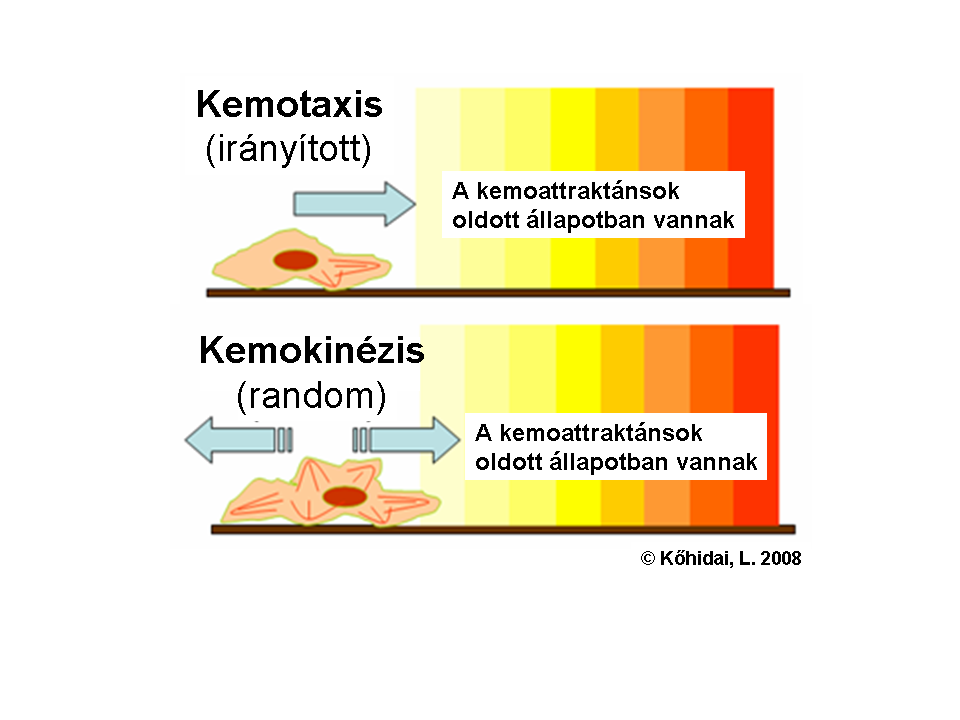

الحركة الكيميائية (Chemokinesis ) هي التي يتم تحريكها كيميائيا، استجابة متحركة للكائنات بدائية النواة أحادية الخلية أو حقيقية النواة للمواد الكيميائية التي تسبب للخلية بعض التغيير في سلوكها المهاجرة / السباحة. تتضمن التغييرات زيادة أو نقصان في السرعة، تغييرات في السعة/النطاق أو تكرار شخصية الحركة أو اتجاه الترحيل ومع ذلك، على النقيض / الاختلاف من الاتجاه الكيميائي (chemotaxis) فإن الحركة الكيميائي تحتوي على شكل عشوائي غير متجه، بشكل عام.
بسبب الطابع العشوائي، التقنيات المكرسة لتقييم الحركة الكيميائية  (Chemokinesis)  تختلف جزئياً عن الأساليب المستخدمة في أبحاث الاتجاه الكيميائي (chemotaxis)، واحدة من أكثر الطرق قيمة لقياس الحركة الكيميائية هي تحليل لوحة المدقق بمساعدة الكمبيوتر والذي يوفر بيانات حول هجرة الخلايا المتطابقة على سبيل المثالImage J ، بينما، في الكائنات الأولية «وحيدة الخلية» (Protozoa) (على سبيل المثال، Tetrahymena)، تم تطوير التقنيات المعتمدة على قياس البريق (اللمعان).